# Laia Artigas
Laia Artigas   (Premià de Mar, 2008) és una actriu catalana. Tot i no tenir experiències anteriors dins del món del cinema, l'any 2017 va ser protagonista de la pel·lícula Estiu 1993, de la cineasta Carla Simón, que va ser proposada als Oscars com a millor pel·lícula de parla no anglesa. Després de la seva aportació a la pel·lícula va participar en la presentació de la producció a diversos festivals cinematogràfics i ha estat mereixedora de diversos premis.
L'any 2023, va protagonitzar el film dramàtic Un sol radiant, estrenat al D'A Film Festival Barcelona. Interpretava el paper de Mila, una nena que intenta mantenir la seva família unida davant una imponent apocalipsi.

## Reconeixements
- 2018 – Premis Gaudí, nominada com millor protagonista femenina[5]